# USS Champlin (DD-601)
DD 601 Champlin (Корабль соединённых штатов Чамплин) — американский эсминец типа Benson.
Заложен на ферфи Federal Shipbuilding, Quincy 31 января 1942 года. Заводской номер: 1519. Спущен 25 июля 1942 года, вступил в строй 12 сентября 1942 года.
Выведен в резерв 31 января 1947 года. Из ВМС США исключён 2 января 1971 года.
Продан 8 мая 1972 года фирме «Andy Equipment, Inc.» в Хьюстоне и разобран на слом.